# Asterix e i Normanni
Asterix e i Normanni (Astérix chez les Normands) è la nona storia a fumetti della serie Asterix, creata da René Goscinny (sceneggiatura) e Albert Uderzo (disegni). La sua prima pubblicazione in volume in lingua originale risale al 1966. La storia è stata trasposta al cinema nel 2006, nel cartone animato Asterix e i vichinghi, e nel 2012, nel film Asterix & Obelix al servizio di Sua Maestà.

## Trama
L'intero episodio è incentrato sul tema della paura e del coraggio: la prima sconosciuta ai Normanni e il secondo decisamente lacunoso nel pavido Menabotte. Come sotto trama (che ha sempre come tema paura e coraggio) vi è anche la vicenda del legionario romano Spaccone; mentre Menabotte impara il coraggio grazie ai suoi amici, il soldato romano giunge in Gallia desideroso di voler combattere, e invece, dopo esser stato picchiato una volta da Obelix, diventa codardo come i suoi commilitoni. Nel finale il saggio Panoramix commenta comunque che "la paura è necessaria per conoscere il coraggio: è solo sconfiggendo la paura che si diventa coraggiosi".
Abraracourcix riceve la visita di suo nipote Menabotte, un giovane luteziano, viziato e abituato agli agi della capitale, mandato nel villaggio armoricano da suo padre Oceanonix desideroso di farne un vero uomo e un valoroso guerriero. A questo scopo, il capo affida il ragazzo alle cure di Asterix e Obelix, che tentano con scarsi risultati di temprarlo alla rude vita gallica.
Nel frattempo, in Scandinavia, i rudi Normanni preparano un'incursione: il loro capo Olaf Grandibaf vuole che lui e i suoi guerrieri scoprano il significato della paura, a loro del tutto sconosciuta. Convinto che essere spaventati "metta le ali ai piedi" in senso letterale, Grandibaf è infatti deciso a trovare un maestro di codardia che possa insegnar loro a volare.
Sbarcati proprio sulla spiaggia antistante il villaggio di Asterix, i Normanni ben presto si imbattono proprio in Menabotte che, terrorizzato (a differenza degli altri Galli) dalla loro presenza, viene scambiato per un "esperto di paura" e per questo rapito. In suo soccorso accorrono Asterix e Obelix: dopo varie scazzottate, il furbo guerriero biondo riesce infine ad insegnare davvero ai Normanni il significato della paura, facendo loro ascoltare la terrificante voce del bardo Assurancetourix.
Compreso che la paura non è l'emozione positiva che credevano, e sconfitti nell'ultima rissa dai Galli, i Normanni sono così costretti a fuggire e a tornare nel loro Nord. Menabotte, dal canto suo, scoperta nel corso delle sue disavventure la vera essenza del coraggio e divenuto così un vero uomo, può festeggiare felice con i suoi amici nell'immancabile banchetto finale sotto le stelle.

## Personaggi principali
- Asterix: come spesso accade risolve la situazione grazie a una pensata geniale: in questo caso utilizzare le terribili "abilità" canore di Assurancetourix per spaventare i Normanni
- Obelix: insieme ad Asterix incaricato di vegliare su Menabotte ed istruirlo alla vita del guerriero, lo tratta con durezza ma gli si affeziona. Lo si vede far appello a tutte le sue risorse per ritrovare il bardo dopo che questi aveva abbandonato il villaggio, e durante le risse mostra notevole piacere a malmenare i Normanni, con sua grande gioia più "coriacei" dei Romani
- Menabotte (Goudurix)[4]: giovane luteziano abituato agli agi e alle "modernità" della vita nella capitale, non è molto incline a seguire gli allenamenti "barbarici" dei suoi maestri Asterix e Obelix. Rapito dai Normanni, nel corso dell'avventura trova dentro di sé il coraggio e nel finale non si fa scrupoli ad affrontarli
- Assurancetourix: il bardo ha qui uno dei suoi grandi exploit, assumendo il ruolo di inconsapevole "arma in più" del villaggio capace di costringere gli avversari alla fuga (accadrà anche in Asterix e il Regno degli dei e Asterix la rosa e il gladio). Trova inoltre uno dei suoi rarissimi estimatori in Menabotte, che si dice convinto di come il suo strano modo di cantare potrebbe aprirgli le strade dell'Olimpix (Olympia) di Lutetia
- Olaf Grandibaf (Olaf Grossebaf)[5]: capo dei Normanni, come tutti i suoi guerrieri non conosce la paura, cosa che gli provoca grande scorno essendo convinto che questa metta letteralmente "le ali ai piedi" e permetta quindi di librarsi in cielo come gli uccelli

## Riferimenti storici e parodie
Molti tratti dei Normanni sono ispirati a quelli dei moderni abitanti della Normandia: la regione prende infatti il nome dall'insediamento nella zona, nel X secolo, dei pirati Vichinghi e, infatti, nell'albo Asterix intima a Grandibaf di abbandonare la Gallia e di non farsi più vivo per qualche secolo. In particolare la cucina normanna assomiglia a quella moderna del nord-ovest della Francia: i normanni condiscono tutti i piatti con la crema, anche il cinghiale, e utilizzano una specie di "pozione magica" rinvigorente che non è altro che un distillato, il calvados ("calva" nella versione originale, ribattezzato nell'adattamento italiano "cranica" perché bevuto nei crani dei nemici uccisi ma perdendo il riferimento). Inoltre, nello sbarcare in Gallia i Normanni cantano "Je veux revoir ma Normandie" ("Arrivederci Normandia" nell'edizione italiana), un riferimento alla celebre canzone Ma Normandie di Frédéric Bérat che recita "j'irai revoir ma Normandie".
Menabotte è lo stereotipo del giovane luteziano (parigino), insofferente alla vita nella provincia, amante dei balli moderni e degli agi della capitale. Al suo arrivo lo si vede montare una sfavillante biga sportiva che dice essere "fabbricata a Mediolanum", riferimento alle automobili Alfa Romeo, e in seguito pretende di mostrare agli abitanti del villaggio le canzoni moderne che si ballano "nelle catacombe della capitale" e, imbracciata la lira, canta una canzone chiamata "Il monkix", riferimento al gruppo musicale The Monkees.

### Riferimenti ad altri albi
Si scopre la vena "ecologista" del cagnolino Idefix, che ulula disperato nel vedere abbattere un albero. Inoltre in questa storia il fabbro Automatix, già visto fin da Asterix il gallico con un disegno solo abbozzato, assume le nerborute fattezze definitive che conserverà in tutte le avventure successive. Da notare poi che questo è uno dei rari albi al termine dei quali il bardo Assurancetourix non viene legato e imbavagliato durante il banchetto finale, come ricompensa per aver risolto la situazione: a subire questa sorte invece è proprio l'insofferente Automatix.

## Storia editoriale
In Francia la storia fu serializzata inizialmente all'interno della rivista Pilote in cui apparve a puntate dal numero 340 (28 aprile 1966) al numero 361 (22 settembre 1966); in seguito è stata pubblicata in albo cartonato nel 1966 dall'editore Dargaud.
Attualmente l'albo viene ristampato dalla casa editrice Hachette Livre, che nel dicembre 2008 acquisì da Uderzo e da Anna Goscinny (figlia dello scomparso René) tutti i diritti sulle pubblicazioni di Asterix.

### Edizioni estere

#### Italia
In Italia l'albo è edito, come gli altri della serie, da Mondadori; la prima edizione italiana risale al febbraio 1970 per la traduzione di Luciana Marconcini. La Mondadori ha ristampato l'albo più volte nel corso degli anni; l'ultima edizione, condotta su quella francese di Hachette Livre, è della fine del 2011 e rispetto alle precedenti presenta, pur mantenendo invariata la traduzione, una copertina diversa, un nuovo lettering e una colorazione rinnovata; è inoltre caratterizzata dall'avere la sagoma di Asterix stampata in rosso sulla costa. Nel 1979 è stata pubblicata dalla Mondadori una versione tascabile in bianco e nero dell'albo, nella collana Oscar Mondadori.
La storia è stata pubblicata a puntate anche all'interno della rivista Il Giornalino (Edizioni San Paolo), nella quale fece la sua prima apparizione nel 1976 venendovi poi ristampata periodicamente. Tale edizione è basata su quella Mondadori e presenta la stessa traduzione di Luciana Marconcini. Un'ulteriore edizione italiana dell'albo è stata quella pubblicata da Fabbri/Dargaud, datata gennaio 1983. Anche questa era basata sull'edizione Mondadori, e presenta il medesimo titolo e la medesima traduzione.

## In altre lingue
Il titolo originale dell'albo, Astérix et les Normands, è stato tradotto come segue in alcune delle principali lingue in cui il fumetto è edito; vengono inoltre indicate la casa editrice e l'anno di prima pubblicazione:
- catalano: Astèrix i els Normands - Salvat editores,  Spagna (prima edizione Mas Ivars Editores, 1977)
- coreano: 아스테릭스, 바이킹을물리치다 (Asteriks, baiking-ûl mullichida) - Moonhak-kwa-Jisung-Sa,  Corea del Sud, 2001
- danese: Asterix og vikingerne - Egmont Serieforlaget A/S,  Danimarca, 1970
- finlandese: Asterix ja normannien maihinnousu - Egmont Kustanus Oy,  Finlandia, 1970
- inglese: Asterix and the Normans - Orion,  Regno Unito, 1978
- latino: Asterix et Normanni - Egmont Ehapa Verlag,  Germania
- olandese: Asterix en de Noormannen -  Hachette Livre,  Paesi Bassi, 2003 (prima edizione Dargaud, 1971)
- polacco: Asteriks i Normanowie - Egmont Poland Ltd,  Polonia, 1992
- portoghese: Astérix e os Normandos - Edições ASA,  Portogallo
- spagnolo: Asterix y los normandos - Salvat editores,  Spagna, 1969
- svedese: Asterix och vikingarna - Egmont Kärnan AB,  Svezia, 1970
- tedesco: Asterix und die Normannen - Egmont Ehapa Verlag,  Germania, 1971

## Altri media

### Cinema
Dall'albo è stata tratto un lungometraggio d'animazione a cartoni animati intitolato Asterix e i vichinghi e uscito nelle sale cinematografiche nell'aprile 2006. La trama del film inizialmente è molto simile alla versione cartacea, con l'arrivo di Menabotte (Spaccaossix nella traduzione italiana) al villaggio e il suo rapimento da parte dei Vichinghi intenzionati a carpire il "segreto" della paura. Successivamente però le vicende si discostano, dal momento che il ragazzo viene portato fino in Scandinavia dove viene raggiunto da Asterix. Il cartone presenta inoltre dei personaggi in più, prima fra tutti la figlia di Olaf Grandibaf, Abba, che si innamora del giovane gallo.

### Librigame
Verso la fine degli anni ottanta il personaggio di Menabotte è divenuto protagonista di quattro librigame, che lo vedono impegnato in storie "a bivi" che chiamano il lettore a prendere parte allo svolgersi degli eventi. I libri sono stati tradotti anche in italiano e i titoli sono: L'appuntamento del capo, La vedetta armoricana, Il mistero dei falsi menhir e Il grande gioco.